# فريد كارتر
فريد كارتر (بالإنجليزية: Fred Carter)‏ مواليد 14 فبراير 1945 في فيلادلفيا، هو لاعب كرة سلة أمريكي سابق تحول إلى التدريب بعد الاعتزال بدأ مسيرته الاحترافية في سنة 1969 وحمل الرقم 3 و5. يبلغ طوله 6 قدم 3 بوصة (1.9 م). اعتزل اللعب في 1977.

## فرق لعب لها
- فيلادلفيا سفنتي سيكسرز
- ميلووكي باكز

## روابط خارجية
- فريد كارتر على موقع إن بي أي (الإنجليزية)
- فريد كارتر على موقع سبورتس رفرنس (الإنجليزية)
- فريد كارتر على موقع ريلجم (الإنجليزية)
- فريد كارتر على موقع بروبوليرز (الإنجليزية)
- فريد كارتر على موقع سبورتس رفرنس (الإنجليزية)